# Bad Fallingbostel
Bad Fallingsbostel – uzdrowiskowe miasto powiatowe w Niemczech, w kraju związkowym Dolna Saksonia, siedziba powiatu Heidekreis.
W 2008 liczyło 11 608 mieszkańców. Podczas II wojny światowej działał tu Stalag XI B Fallingbostel.

## Współpraca
- – Miastko, Polska od 2000
- – Périers, Francja